# Cestrum alternifolium
Cestrum alternifolium är en potatisväxtart som först beskrevs av Nikolaus Joseph von Jacquin, och fick sitt nu gällande namn av Otto Eugen Schulz. Cestrum alternifolium ingår i släktet Cestrum och familjen potatisväxter. Inga underarter finns listade i Catalogue of Life.